# Maailma on tehty meitä varten (singolo)
Maailma on tehty meitä varten (in finlandese "Il mondo è fatto per noi") è un singolo promozionale tratto dal quarto album di studio della band rock finlandese Haloo Helsinki!, pubblicato il 23 maggio 2013 dalla Ratas Music Group.

## Video
Il video musicale è stato pubblicato sull'account di VEVO il 24 maggio 2013.

## Tracce
1. Maailma on tehty meitä varten – 4:22

## Classifica
| Classifica           | Massima posizione |
| -------------------- | ----------------- |
| Finlandia            | 14                |
| Finlandia (digitale) | 2                 |
| Finlandia (radio)    | 29                |